# Szamlakan
Szamlakan (perski: شملكان) – wieś w Iranie, w ostanie Azerbejdżan Zachodni. W 2006 roku liczyła 364 mieszkańców w 79 rodzinach.